# Баумейстер, Андрей Олегович
Андре́й Оле́гович Бауме́йсте́р (укр. Андрій Олегович Баумейстер; род. 1 февраля 1970, Черкассы) — украинский философ, представитель публичного поворота в философии. Специалист по античной и средневековой философии, онтологии, метафизике, философии права и философской текстологии. Переводчик философских текстов с латыни, древнегреческого, немецкого и французского на украинский язык. Доктор философских наук (2015), до 3 сентября 2023 года профессор кафедры теоретической и практической философии Киевского национального университета имени Тараса Шевченко. В настоящее время — свободный философ.
В 2011 году монография Андрея Баумейстера «Философия права» была отмечена премией имени Н. Л. Злотиной «За лучшую философскую монографию последнего десятилетия» от Института философии имени Григория Сковороды и Украинского философского фонда. В рамках Всеукраинского рейтинга «Книга года» монографии «У истоков мышления и бытия» (укр. Біля джерел мислення і буття) и «Фома Аквинский: введение в мышление» (укр. Тома Аквінський: Бог, буття і мислення) были признаны лучшими книгами 2012 года в номинации «София» (украинская гуманитаристика). Является научным редактором рубрики «Онтология» в украинской версии «Европейского словаря философии» (укр. Європейський словник філософій) под руководством Барбары Кассен и Константина Сигова.
Является активным членом Союза исследователей современной философии (Паскалевского общества) и кантовского общества в Украине. Участвовал во многих международных конференциях, организованных этими научными обществами. Активно сотрудничает с Центром Европейских гуманитарных исследований (Киево-Могилянская академия). Является автором многочисленных публикаций по метафизике, практической философии и истории философии в научных журналах, а также ряда монографий и переводов.
В сентябре 2024 года открыл свою школу «Архитектор смыслов», в которой на данный момент около 500 учеников. В Школе проводятся занятия онлайн и оффлайн.

## Биография
Родился 1 февраля 1970 года в городе Черкассы. Отец — художник-живописец Олег Викторович Баумейстер (1939—1983) — умер, когда сыну было 13 лет.  Мать, Жанна Алексеевна Баумейстер.
По словам Андрея Баумейстера, он рос в творческой атмосфере. С 1977 по 1983 годы посещал Черкасскую среднюю школу №3 и музыкальную школу №1 по классу скрипки. В школе увлекался литературой и пытался сам писать художественные тексты. 
В 1983 году, после смерти отца, поступил в Киевскую Республиканскую художественную школу имени Тараса Шевченко в городе Киев по классу живописи. К вступительным экзаменам его готовили художники — друзья отца (в частности – Виктор Иванович Клименко (укр. Клименко Віктор Іванович).
В 1983—1988 годах учился на отделении живописи Республиканской художественной средней школы имени Тараса Шевченко, где у него впервые возник интерес к философии. В РХСШ учился в классе живописи под руководством Олега  Животкова (укр. Животков Олег Олександрович).
В 1988—1990 году проходил службу в рядах Советской армии.
До 1992 года работал художником-оформителем и занимался философским самообразованием. Поступил на философский факультет с четвёртого раза.
В 1992—1997 годах учился на философском факультете Киевского национального университета имени Тараса Шевченко, после чего поступил в аспирантуру КНУ имени Тараса Шевченко.
В 1998 году стажировался в Институте философии и Университете Людвига Максимилиана в Мюнхене под руководителем профессора Ганса Майера.
С 1998 по 2018 годы преподавал метафизику и историю философии в Киевском институте Фомы Аквинского. С 2001 года — философскую антропологию, а затем классическую немецкую философию в Киево-Могилянской академии.
В мае 2001 года защитил кандидатскую диссертацию на тему «Первопринцип и бытие в метафизике (на материале метафизики томизма)» под руководством профессора Анатолия Лоя.
С 2002 по 2023 годы также преподавал различные философские дисциплины в КНУ имени Тараса Шевченко, в частности: практическая философия, философские категории, прагматизм и неопрагматизм в современной философии, философия права, метафизика и онтология, философия сознания, философская теология, философская текстология.
В 2015 году защитил докторскую диссертацию на тему «Бытие и благо: онтологические основания практической нормативности».
С 2015 года стал активно выступать и читать публичные лекции с целью популяризации философии. Создал канал на YouTube, где имеет более 380 000 подписчиков. Активно сотрудничал как лектор с различными киевскими частными и общественными образовательными проектами, как Культурный проект, Otium.academy, Cowo.guru, Українська школа політичних студій.

## Школа «Архитектор смыслов»
В сентябре 2024 года Андрей Баумейстер основал образовательную инициативу Школа «Архитектор Смыслов», направленную на формирование целостной и осознанной личности. Школа сочетает академические стандарты, методы обучения и педагогические наработки, с целью объединить системное образование с личностной трансформацией.
В рамках образовательной программы участники осваивают навыки работы с информацией и с источниками различного уровня сложности, усваивают инструменты концептуального и аналитического мышления, учатся работать с  метафорами и символическими системами, формируют умения работы с дискурсами и нарративами, развивают навыки аргументации, соединения разума, воображения и чувств в целостный опыт. Программа включает онлайн и оффлайн лекции, семинары и групповые обсуждения.

## Философские взгляды
Сфера научных интересов Андрея Баумейстера: метафизика, онтология, политическая философия, философия права, философия платонизма, средневековая и современная схоластика.
Андрей Баумейстер работал также над академическим изданием сборника философских произведений Декарта, переводами Фомы Аквинского и украинской версии Европейского словаря философий.
По философским взглядам — неотомист. Полагает, что кризис современного мира, (политической и социальной жизни, философии, культуры и образования) обусловлен отрывом от теологического и онтологического фундамента. Утрата теологического и онтологического фундамента превращает политическую жизнь в борьбу за власть и наживу, порождает в современном общества различные формы агрессивного и разрушительного активизма и превращает интеллектуальную деятельность в поверхностные и бессодержательные «игры разума». Главными задачами интеллектуала тогда становятся не поиск истины и социальное служение, а прислуживание влиятельным и провластным группам или  непрерывное продуцирование псевдо-оригинальных мыслительных конструктов.
В последние годы работает над темами философии сознания, мышления, и всестороннего развития личности.
Соглашается с классификацией себя как идеалиста, христианского консерватора и теиста.
Ведёт YouTube русскоязычный и украиноязычный каналы, популяризирующие философию.

## Публикации
книги
- Тома Аквінський: вступ до мислення. Бог буття і пізнання. — Київ : [б. и.], 2003.
  - Фома Аквінський: вступ до мислення. Бог, буття і пізнання. — К.: Дух і літера, 2012. — 408 с.
- Філософія права : Навч. посіб. / А. О. Баумейстер. — Вінниця : О.Власюк, 2007. — 224 c.
  - Філософія права : навч. посіб. — К.: Київ. нац. ун-т ім. Т. Шевченка, 2010. — 312 c.
- Біля джерел мислення і буття. — К.: Дух і літера, 2012. — 480 с.
- Буття і благо : монографія. — Вінниця : Т. П. Барановська, 2014. — 417 c.
- Вступ до філософських студій, або інтелектуальні подорожі до країни Філософії. — Київ: Мала академія наук України, 2017. — 238 с.
- На пути к мышлению. Или интеллектуальные путешествия в страну Философию. – К.: Издательский дом Дмитрия Бураго, 2021. – 210 с.
- Паломництво до місць народження думки. Ле-Бек, Багдад, Толедо, Париж і Тодтнауберґ. – К.: Колесо життя, 2024.

перевод, редакция
- Ансельм Кентерберійський Монологіон. Прослогіон; [пер. з латин. Ростислав Паранько; вступ. ст., комент., наук. ред. Андрій Баумейстер]. — Л. : Вид-во Укр. Катол. ун-ту, 2012. — 285 с. — (In via). — ISBN 978-966-8197-88-8
- Рене Декарт. Медитації / переклад з латини і французької // «Медитації» Декарта у світлі сучасних тлумачень. — Київ: Дух і літера, 2014. — 314 с.
- Книга про причини: [латин. пер. анонім. араб. тексту] / [Каф. класич., візант. і середньовіч. студій Укр. катол. ун-ту, Каф. філології Укр. катол. ун-ту]; [пер. з латин. Р. Паранько; вступ. ст., наук. ред. і комент.: А. Баумейстер]. — Львів : Вид-во Укр. катол. ун-ту, 2018. — lii, 81 с. — (In via). — ISBN 978-617-7608-00-3

статьи
- Теологія sive метафізика в Арістотеля та Томи Аквінського // Philosophia prima (метафізичні питання). — 1998. — № 1. — С.80-100.
- Благо як онтологічна категорія // Philosophia prima (метафізичні питання). — 1999. — № 2. — С.59-77.
- Онтологія та аналітика чистого розсудку // Магістеріум. — 2000. — № 3. — С. 27-37.
- Трансцендентальний ідеал як несуперечливе мислення безумовного. Перетлумачення першопринципу метафізики у критичній філософії І. Канта // Кантівські студії 1999. Щорічник кантівського товариства в Україні. — 2000. — С. 104—118.
- Мыслящая душа и всемогущество Божье. Два мотива в обосновании метафизики у Декарта // Sententiae. Збірка наукових праць спілки дослідників модерної філософії. — 2000. — № 1. — С. 203—225.
- Трансцендентальный схематизм и схема интеллигибельного мира. Кант и Платон // Sententiae. Збірка наукових праць спілки дослідників модерної філософії. — 2000. — Вып. 2. — С. 21-38; 2001. — Вып. 3. — С. 3-22
- Ідея модерну і традиція заходу // Sententiae: наук. пр. Спілки дослідників модерної філософії (Паскалівського товариства). Вип. 11. — Вінниця : УНІВЕРСУМ-Вінниця, 2004. — 302 с. — С. 121—136
- Ідея модерну і традиція Заходу // Sententiae: зб. наук. пр. Спілки дослідників модерної філософії (Паскалівського товариства). Вип. 12 (1/2005). — Вінниця : УНІВЕРСУМ-Вінниця, 2005. — 299 с. — С. 152—177
- Ідея модерну і традиція Заходу // Великий енциклопедичний юридичний словник. — К. : Юридична думка, 2007. — 992 с. — С. 152—177
- Апорії модерної теорії легітимації (філософія практична; виникнення теорії легітимації; Габермасова теорія легітимації; іманентна легітимація) // Філософська думка 2009. — № 5 — С. 22-33
- Теорія субстанції у Аристотеля // Sententiae. — 2010. — № 1. — С. 3-62.
- Світло інтелекту й світло слави: метафізика пізнання у св. Томи Аквінського // Sententiae. — 2010. — № 2. — С. 3-41.
- Осягнення реального буття: дискусійні питання томістичної епістемології в світлі сучасних досягнень // Sententiae. — 2011. — № 1. — С. 5-25.
- Фундаментальне прагнення блага: шлях Ансельма // Sententiae. — 2011. — № 2. — С. 5-26.
- Призначення філософії та її межі: інтелектуальний спадок Томи Аквінського (історія філософії; персоналія) // Філософська думка 2012. — № 4 — С. 24-37
- Джерела і приховані мотиви фундаментальної онтології // Sententiae. — 2012. — № 2. — С. 46-59.
- На шляху до автентичного буття: феноменологічна деструкція Аристотеля у раннього Гайдеґера // Sententiae. — 2013. — № 1. — С. 63-75.
- «Вітгенштайнова перспектива» і проблеми практичної нормативності // Sententiae. — 2013. — № 2. — С. 91-100.
- Суб'єктивність і dasein: імпліцитна метафізика гайдеґерового мислення // Вісник Київського національного університету імені Тараса Шевченка. Філософія. Політологія. — 2013. — Вип. 1. — С. 5-9.
- Онтологія і принцип суб’єктивності: спроба контрінтерпретації Гайдеґерової філософії // Філософська думка. — 2013. — № 4. — С. 97-113.
- Онтологія як філософська дисципліна: український контекст // Філософська думка. — 2013. — № 5. — С. 26-40.
- Буття і комунікація: апорії трансцендентально-прагматичного обґрунтування норм // Філософська думка. Sententiae. 2013. — Спецвипуск. Герменевтика традиції та сучасності у теології та філософії. — С. 281—291
- Прагматичний реалізм і питання про об'єктивну значущість практичних цінностей і норм. Дискусія між Гіларі Патнемом і Юрґеном Габермасом // Вісник Київського національного університету імені Тараса Шевченка. Філософія. Політологія. — 2014. — Вип. 1. — С. 7-10.
- Між практичним універсалізмом і релятивізмом: Макінтайрове розуміння практичної раціональності // Вісник Київського національного університету імені Тараса Шевченка. Філософія. Політологія. — 2014. — Вип. 2. — С. 9-13.
- Про мистецтво розрізнення, або про «апорії неотомізму». Реакція на роздуми Юрія Чорноморця // Sententiae. — 2014. — № 2. — С. 203—210.
- Проект моральної онтології Чарльза Тейлора в контексті сучасного практично-філософського дискурсу // Гуманітарні студії. — 2014. — Вип. 21. — С. 3-13.
- Трансформація трансцендентальної філософії у Чарльза Тейлора // Гуманітарні студії. — 2014. — Вип. 22. — С. 10-19.
- Онтологія особи: буття, благо і практична нормативність // Філософські проблеми гуманітарних наук. — 2014. — № 23. — С. 52-57.
- Проект фундаментальної онтології: трансформація чи подолання феноменології? // Схід. — 2015. — № 4. — С. 7-12.
- Розмова Лока з Вітґенштайном за келихом вина // Філософська думка. — 2015. — № 5. — С. 109—112.
- Ґадамер як міфотворець: міф Гайдеґера // Філософська думка. — 2016. — № 1. — С. 112—117.
- Логічна термінологія: проблема кодифікації // Філософська думка. — 2016. — № 3. — С. 6-33. (соавторы: А. Васильченко, В. Кебуладзе, Н. Козаченко, А. Конверський, А. Лактіонова, О. Маєвський, В. Навроцький, О. Остроушко, М., Хоменко І., Шрамко Я., Щербина О. Попович)
- Реальность и смысл: дискуссионные вопросы эпистемологии Аквината // Філософські проблеми гуманітарних наук. — 2016. — № 25. — С. 11-19.
- «Моисеево различение» или рождение религиозной нетолерантности // Філософські проблеми гуманітарних наук. — 2017. — № 26. — С. 10-16.
- Liber de causis («Книга про причини»): інтелектуальна подорож від Афін до Парижа й Лондона через Багдад і Толедо // Sententiae. — 2017. — Vol. 36, Iss. 2. — С. 90-116.
- Ідентичність Європи: виклики і загрози The Paris Statement. A Europe we can believe in // Філософські проблеми гуманітарних наук. — 2018. — № 2. — С. 14-24.
- Andrij Baumeister. Die ukrainische kirchliche Autokephalie: Verzweiflung, Hoffnungen und Perspektiven // Ost-West. Europäische Perspektiven 4/2019

интервью
- «Схоластика — живая форма развития христианской традиции». Беседа философа и теолога в Киеве // religion.in.ua, 22 января 2013
- В XXI веке войны начинают только аутсайдеры, — Андрей Баумейстер // Фокус. — 10 марта 2016.
- Может ли философия быть доступной для всех? // День. — 7 июля 2017.
- Андрій Баумейстер: «Університет майбутнього — це коли навчання не закінчується» // The Ukrainians, 25 сентября 2018.
- Андрей Баумейстер: Быть хорошим проводником мирового смысла // sukhov.com, 6 мая 2020
- Украинский философ Андрей Баумейстер уверен, что за время войны его страна превратилась в тоталитарное государство // meduza.io, 25 июля 2024
- Ukrainsk professor: Jag anklagas för att vara opatriotisk //kvartal.se, 23 августа 2024.